# 太平洋建设
太平洋建設集團有限公司，簡稱太平洋建設集團（英語：Pacific Construction Group Company Limited），在1992年，由嚴介和（原董事長）於淮安創立「淮安市引江建筑工程公司」。曾總部位於南京，現時為烏魯木齊。
董事長為嚴昊。業務在中國和全球經營承建国家公路、市政、水利。
2014年6月23日，太平洋建設集團已向江蘇省工商局递交增资变更申请，已领取「准予变更登记通知书」及增资后的营业执照。注册资本从2.05亿增至105亿元人民幣。
2014年7月7日，被美國《財富雜誌》獲世界500強排名第166位。
2016年，太平洋建设集团进入世界500强第99位，位列中国私营实体企业之首，开辟了中国民营企业入主世界前100强的先河。同时太平洋建设注册落户新疆，成为第一家总部设在新疆乌鲁木齐市的世界500强企业。

## 历史沿革
1992年10月20日，淮安市引江建筑工程公司成立。 
1993年，参与建设了国家重点工程——沪宁高速公路，并一举成名。
1995年12月7日，太平洋建设集团有限公司成立。
2015年7月22日，太平洋建设入选财富世界500强，位列第156位。

## 連結
- cpcg.com.cn（页面存档备份，存于）